# Мюльбах, Фёдор Михайлович

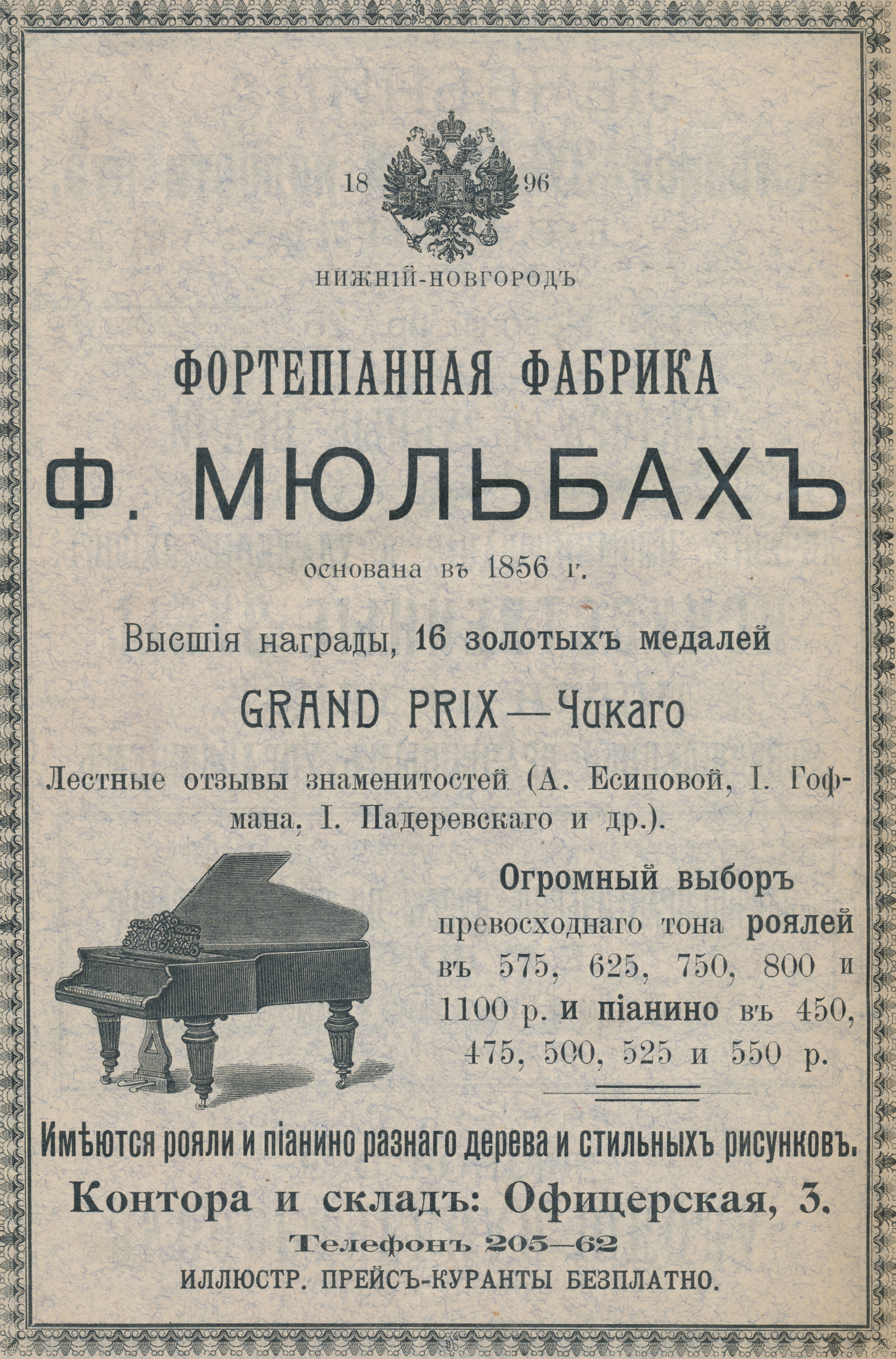
Реклама фортепианной фабрики Мюльбаха, 1907 год.

Фёдор Михайлович Мюльбах (нем. F. Mühlbach) — (по другим данным Фридрих Герман Эрнст Мюльбах) потомок выходцев из германской Саксонии, основатель известной фортепианной фабрики «Мюльбах» в Санкт-Петербурге.
Фабрика просуществовала с 1856 по 1914 год и выпускала до 500 инструментов в год. Известна своими роялями «Mignon».
Во время 1-й Мировой Войны в 1914 году, владелец фабрики, немец по происхождению, был вынужден закрыть производство и уехать из России.
Фирма обладала высшим знаком качества производства того времени — правом изображать герб Российской империи на своих инструментах. Поставщик Двора Его Императорского Величества, член Гильдии Поставщиков Двора.